# Egnasia ludiana
Egnasia ludiana là một loài bướm đêm trong họ Noctuidae.